# Russula sublevispora
Russula sublevispora är en svampart som tillhör divisionen basidiesvampar, och som först beskrevs av Henri Romagnesi, och fick sitt nu gällande namn av Henri Romagnesi. Russula sublevispora ingår i släktet kremlor, och familjen kremlor och riskor. Arten är reproducerande i Sverige.